# 保定府

直隷省の保定府の位置（1820年）

保定府（ほていふ）は、中国にかつて存在した府。明代から民国初年にかけて、現在の河北省保定市一帯に設置された。

## 概要
1129年（天会7年）、金の宗輔が清苑県に順天軍が置かれた。
1239年、モンゴル帝国により順天軍は順天路と改められた。1275年（至元12年）、順天路は保定路と改称された。保定路は中書省に属し、録事司と清苑・満城・唐・慶都・行唐・曲陽・新安・博野の8県と易州に属する易・淶水・定興の3県と祁州に属する蒲陰・深沢・束鹿の3県と雄州に属する帰信・容城・新城の3県と安州に属する葛城・高陽の2県と遂州・安粛州・完州、合わせて1司8県7州州領11県を管轄した。
1368年（洪武元年）、明により保定路は保定府と改められた。保定府は北直隷に属し、直属の清苑・満城・安粛・定興・新城・雄・容城・唐・慶都・博野・蠡・完の12県と祁州に属する深沢・束鹿の2県と安州に属する高陽・新安の2県と易州に属する淶水県、合わせて3州17県を管轄した。
清のとき、保定府は直隷省に属し、清苑・満城・安粛・定興・新城・雄・容城・唐・望都・博野・蠡・完・束鹿・高陽・祁州・安州の2州14県を管轄した。
1913年、中華民国により保定府は廃止された。